# Sokol Grad (Gračanica)
Sokol Grad je drevni grad u Bosni. Njegove ruine se nalaze na strmom uzvišenju 6 km sjeverno od Gračanice. 
Taj srednjovjekovni grad bio je u posjedu kraljevske dinastije Kotromanića. Prvi put se spominje u povijesnim dokumentima 1429. godine, u latinskom ugovoru između Radivoja Kotromanića (brat kralja Stjepana Tomaša) i Nikole od Velike (u Požegi).
Godine 1520. Turci osvajaju Sokol i u njega postavljaju posadu od 30tak vojnika (mustahfiza) na čelu sa zapovjednikom (dizdarom). 
Od 1840. godine Sokol je napušten i prepušten zubu vremena.

## Poveznice
- Povijest Bosne i Hercegovine
- Bobovac
- Dobor Grad
- Vranduk
- Usora

## Vanjske poveznice
- (boš.) Kurtović, Esad; Filipović, Emir O.: Četiri bosanska Sokola, Gračanički glasnik, Dodatak, 32/16